# Kristiansund Ballklubb 2013
Questa voce raccoglie le informazioni riguardanti il Kristiansund Ballklubb nelle competizioni ufficiali della stagione 2013.

## Stagione
Nel 2013, il Kristiansund si preparò ad affrontare la sua prima stagione nella 1. divisjon, a seguito della promozione del campionato precedente. Chiuse l'annata al 9º posto in classifica, mentre l'avventura nella Coppa di Norvegia 2013 si chiuse al secondo turno, con l'eliminazione per mano del Levanger. Il calciatore più utilizzato in stagione fu Roger Berntzen, con 31 presenze (29 in campionato e 2 in coppa), mentre il miglior marcatore fu Jean Alassane Mendy con 11 reti (tutte in campionato).

## Maglie e sponsor
Lo sponsor tecnico per la stagione 2013 fu Umbro, mentre lo sponsor ufficiale fu SpareBank 1. La divisa casalinga era completamente di colore blu scuro, con rifiniture bianche. Quella da trasferta era invece costituita da una maglia bianca con inserti blu scuro, pantaloncini e calzettoni blu scuro.
| Casa | Trasferta |

## Rosa
| N. |                     | Ruolo | Calciatore           |
| -- | ------------------- | ----- | -------------------- |
| 1  | Norvegia (bandiera) | P     | Roger Berntzen       |
| 2  | Norvegia (bandiera) | C     | Joakim Bjerkås       |
| 3  | Norvegia (bandiera) | D     | Dan Peter Ulvestad   |
| 4  | Francia (bandiera)  | D     | Christophe Psyché    |
| 5  | Norvegia (bandiera) | C     | Torbjørn Vik         |
| 6  | Norvegia (bandiera) | A     | Tor Erik Torske      |
| 7  | Norvegia (bandiera) | C     | Sverre Økland        |
| 8  | Norvegia (bandiera) | A     | Jan Tømmernes        |
| 9  | Norvegia (bandiera) | A     | Mahmoud El Haj       |
| 10 | Svezia (bandiera)   | C     | Liridon Kalludra     |
| 11 | Norvegia (bandiera) | D     | Tommy Edvardsen      |
| 13 | Francia (bandiera)  | C     | Olivier N'Siabamfumu |
| 14 | Norvegia (bandiera) | A     | Simon Markeng        |

| N. |                     | Ruolo | Calciatore          |
| -- | ------------------- | ----- | ------------------- |
| 15 | Norvegia (bandiera) | C     | Erlend Sivertsen    |
| 16 | Norvegia (bandiera) | C     | Roger Risholt       |
| 17 | Norvegia (bandiera) | C     | Andreas Aalbu       |
| 18 | Senegal (bandiera)  | A     | Jean Alassane Mendy |
| 19 | Norvegia (bandiera) | D     | Andreas Hopmark     |
| 20 | Norvegia (bandiera) | A     | Sindre Ohrstrand    |
| 21 | Norvegia (bandiera) | P     | Bjørnar Kvåle       |
| 22 | Norvegia (bandiera) | P     | Ola Herman Opheim   |
| 23 | Norvegia (bandiera) | C     | Andreas Rødsand     |
| 24 | Norvegia (bandiera) | A     | Victor Ashby        |
| 25 | Norvegia (bandiera) | A     | Espen Jakobsen      |
| 30 | Norvegia (bandiera) | P     | Elias Valderhaug    |
| 31 | Norvegia (bandiera) | D     | Marius Neergård     |

## Calciomercato

### Sessione invernale(dal 01/01 al 31/03)
| Acquisti | Acquisti             | Acquisti | Acquisti   |
| R.       | Nome                 | da       | Modalità   |
| -------- | -------------------- | -------- | ---------- |
| P        | Ola Herman Opheim    | Molde    | prestito   |
| P        | Elias Valderhaug     |          | svincolato |
| D        | Dan Peter Ulvestad   | Herd     | definitivo |
| C        | Andreas Aalbu        | Bærum    | definitivo |
| C        | Olivier N'Siabamfumu |          | svincolato |
| C        | Roger Risholt        |          | svincolato |
| A        | Simon Markeng        | Molde    | definitivo |
| A        | Jean Alassane Mendy  | Elverum  | definitivo |
| A        | Tor Erik Torske      | Sunndal  | definitivo |

| Cessioni | Cessioni            | Cessioni         | Cessioni      |
| R.       | Nome                | a                | Modalità      |
| -------- | ------------------- | ---------------- | ------------- |
| C        | Jan Roger Angvik    | Averøykameratene | definitivo    |
| C        | Bjørn Andersson Røe |                  | svincolato    |
| C        | Pål Erik Ulvestad   | Molde            | fine prestito |
| A        | Didrik Fløtre       | Aalesund         | fine prestito |
| A        | Simon Markeng       | Molde            | fine prestito |
| A        | Christian Michelsen |                  | ritiro        |

### Sessione estiva(dal 15/07 al 10/08)
| Acquisti | Acquisti | Acquisti | Acquisti |
| R.       | Nome     | da       | Modalità |
| -------- | -------- | -------- | -------- |

| Cessioni | Cessioni | Cessioni | Cessioni |
| R.       | Nome     | a        | Modalità |
| -------- | -------- | -------- | -------- |

## Risultati

### 1. divisjon

#### Girone di andata
| Arbitro: | Lundby (Trondheim) |

|                                    |           |            |
| Tømmernes 20’ Torske 24’ Mendy 41’ | Marcatori | 67’ Brekke |

| Bærum 13 aprile 2013, ore 15:30 2ª giornata | Stabæk | 0 – 0 referto | Kristiansund | Nadderud Stadion (3.221 spett.)\| Arbitro: \| Gya \| |
| Arbitro:                                    | Gya    |               |              |                                                      |

| Arbitro: | Borgersen (Oslo) |

|              |           |                    |
| Kalludra 33’ | Marcatori | 1’ Avalos 41’ Grov |

| Arbitro: | Øvrebø (Oslo) |

|  |           |            |
|  | Marcatori | 63’ Økland |

| Arbitro: | Hansen (Feda) |

|            |           |  |
| Torske 48’ | Marcatori |  |

| Arbitro: | Gya |

|                         |           |            |
| Karlsen 11’ Gauseth 79’ | Marcatori | 9’ Rødsand |

| Arbitro: | Lundby |

|                    |           |                             |
| Torske 72’ Vik 85’ | Marcatori | 14’ Skartun 50’ Baldvinsson |

| Arbitro: | Ahlsen |

|                |           |                                                        |
| Dos Santos 58’ | Marcatori | 11’ Mendy 41’ (rig.) Edvardsen 89’ Ashby 90’ Sivertsen |

| Arbitro: | Helgerud (Lier) |

|  |           |            |
|  | Marcatori | 8’ Helland |

| Arbitro: | Eskås |

|                 |           |  |
| Ndiaye 43’, 82’ | Marcatori |  |

| Kristiansund 22 maggio 2013, ore 18:00 11ª giornata | Kristiansund | 1 – 0 referto | Kongsvinger | Atlanten Stadion (1.183 spett.) |
| \| \| \| \| \| Tømmernes 73’ \| Marcatori \| \|     |              |               |             |                                 |
|                                                     |              |               |             |                                 |
| Tømmernes 73’                                       | Marcatori    |               |             |                                 |

| Arbitro: | Hansen |

|  |           |                                      |
|  | Marcatori | 14’ Psyché 79’ Tømmernes 88’ Rødsand |

| Arbitro: | Steen |

|             |           |  |
| Rødsand 66’ | Marcatori |  |

| Arbitro: | Gjermshus |

|              |           |                                            |
| Shaswari 82’ | Marcatori | 35’, 42’ Kalludra 72’ El Haj 75’ Sivertsen |

| Arbitro: | Døvle (Larvik) |

|                                                      |           |              |
| Mendy 34’, 70’, 84’ (rig.) Rødsand 38’ Sivertsen 72’ | Marcatori | 32’ Sjølstad |

#### Girone di ritorno
| Arbitro: | Hansen |

|           |           |                            |
| Mendy 74’ | Marcatori | 12’ (rig.), 82’ Stokkelien |

| Arbitro: | Tennøy |

|                                  |           |                                   |
| Eriksen 29’ (rig.) Izuchukwu 80’ | Marcatori | 4’ Tømmernes 34’ El Haj 61’ Mendy |

| Arbitro: | Tennøy |

|  |           |                    |
|  | Marcatori | 13’, 25’ Kirkevold |

| Arbitro: | Hansen |

|                                      |           |                       |
| Hopen 5’ Skartun 44’, 87’ Møster 50’ | Marcatori | 21’ Mendy 89’ Markeng |

| Arbitro: | Borgersen (Oslo) |

|                                        |           |                         |
| Mendy 55’, 62’ Psyché 58’ Kalludra 69’ | Marcatori | 25’ Tveter 81’ Vestvatn |

| Arbitro: | Døvle (Larvik) |

|                                                       |           |             |
| Bamba 24’, 69’ Dadjo 71’ Myklebust 79’ Johannesen 90’ | Marcatori | 84’ Rødsand |

| Arbitro: | Tennøy |

|          |           |              |
| Åsen 85’ | Marcatori | 53’ Kalludra |

| Arbitro: | Eskås |

|              |           |              |
| Ulvestad 45’ | Marcatori | 14’ Ramsland |

| Arbitro: | Tennøy |

|                            |           |            |
| Kapidzic 47’ Miljeteig 78’ | Marcatori | 40’ Psyché |

| Arbitro: | Gjermshus |

|                 |           |                           |
| Torske 83’, 89’ | Marcatori | 8’ Shaswari 39’ Westgaard |

| Arbitro: | Kringstad |

|                              |           |            |
| Idris 45’ (rig.), 86’ (rig.) | Marcatori | 39’ El Haj |

| Arbitro: | Lundby |

|            |           |           |
| Sandal 59’ | Marcatori | 51’ Mendy |

| Arbitro: | Gjermshus |

|  |           |                       |
|  | Marcatori | 31’ Jacobsen 84’ Sané |

| Arbitro: | Ahlsen |

|              |           |                           |
| Gulliksen 6’ | Marcatori | 69’ (rig.), 75’ Tømmernes |

| Arbitro: | Hansen |

|  |           |                        |
|  | Marcatori | 18’ Langås 37’ Jørstad |

### Coppa di Norvegia
| Arbitro: | Røsok |

|                         |                      |                                    |
| Dalhus 39’ Solevåg 47’  | Marcatori            | 75’ Psyché 86’ Edvardsen           |
| Kampenes Ulvestad Skiri | Tiri di rigore 1 – 4 | Edvardsen Økland Risholt Sivertsen |

| Arbitro: | Aune |

|                                         |           |                    |
| Aboubacar 76’ Flakk 78’ Myrslo 94’, 99’ | Marcatori | 6’ Ashby 30’ Aalbu |

## Statistiche

### Statistiche di squadra
| Competizione      | Punti | In casa | In casa | In casa | In casa | In casa | In casa | In trasferta | In trasferta | In trasferta | In trasferta | In trasferta | In trasferta | Totale | Totale | Totale | Totale | Totale | Totale | DR |
| Competizione      | Punti | G       | V       | N       | P       | Gf      | Gs      | G            | V            | N            | P            | Gf           | Gs           | G      | V      | N      | P      | Gf     | Gs     | DR |
| ----------------- | ----- | ------- | ------- | ------- | ------- | ------- | ------- | ------------ | ------------ | ------------ | ------------ | ------------ | ------------ | ------ | ------ | ------ | ------ | ------ | ------ | -- |
| 1. divisjon       | 42    | 15      | 6       | 3       | 6       | 22      | 20      | 15           | 6            | 3            | 6            | 25           | 24           | 30     | 12     | 6      | 12     | 47     | 44     | +3 |
| Coppa di Norvegia | -     | 0       | 0       | 0       | 0       | 0       | 0       | 2            | 0            | 1            | 1            | 4            | 6            | 2      | 0      | 1      | 1      | 4      | 6      | -2 |
| Totale            | -     | 15      | 6       | 3       | 6       | 22      | 20      | 17           | 6            | 4            | 7            | 29           | 30           | 32     | 12     | 7      | 13     | 51     | 50     | +1 |

### Statistiche dei giocatori
| Giocatore       | 1. divisjon | 1. divisjon | 1. divisjon | 1. divisjon | Coppa di Norvegia | Coppa di Norvegia | Coppa di Norvegia | Coppa di Norvegia | Coppe europee | Coppe europee | Coppe europee | Coppe europee | Altre coppe | Altre coppe | Altre coppe | Altre coppe | Totale   | Totale | Totale      | Totale     |
| Giocatore       | Presenze    | Reti        | Ammonizioni | Espulsioni  | Presenze          | Reti              | Ammonizioni       | Espulsioni        | Presenze      | Reti          | Ammonizioni   | Espulsioni    | Presenze    | Reti        | Ammonizioni | Espulsioni  | Presenze | Reti   | Ammonizioni | Espulsioni |
| --------------- | ----------- | ----------- | ----------- | ----------- | ----------------- | ----------------- | ----------------- | ----------------- | ------------- | ------------- | ------------- | ------------- | ----------- | ----------- | ----------- | ----------- | -------- | ------ | ----------- | ---------- |
| A. Aalbu        | 26          | 0           | 2           | 0           | 2                 | 1                 | 0                 | 0                 | ?             | ?             | ?             | ?             | ?           | ?           | ?           | ?           | 28+      | 1+     | 2+          | 0+         |
| V. Ashby        | 10          | 1           | 1           | 0           | 2                 | 1                 | 1                 | 0                 | ?             | ?             | ?             | ?             | ?           | ?           | ?           | ?           | 12+      | 2+     | 2+          | 0+         |
| R. Berntzen     | 29          | 0           | 1           | 0           | 2                 | 0                 | 0                 | 0                 | ?             | ?             | ?             | ?             | ?           | ?           | ?           | ?           | 31+      | 0+     | 1+          | 0+         |
| J. Bjerkås      | 10          | 0           | 0           | 0           | 1                 | 0                 | 0                 | 0                 | ?             | ?             | ?             | ?             | ?           | ?           | ?           | ?           | 11+      | 0+     | 0+          | 0+         |
| T. Edvardsen    | 20          | 1           | 3           | 0           | 1                 | 1                 | 0                 | 0                 | ?             | ?             | ?             | ?             | ?           | ?           | ?           | ?           | 21+      | 2+     | 3+          | 0+         |
| M. El Haj       | 25          | 3           | 6           | 1           | 2                 | 0                 | 0                 | 0                 | ?             | ?             | ?             | ?             | ?           | ?           | ?           | ?           | 27+      | 3+     | 6+          | 1+         |
| A. Hopmark      | 7           | 0           | 0           | 0           | 2                 | 0                 | 1                 | 0                 | ?             | ?             | ?             | ?             | ?           | ?           | ?           | ?           | 9+       | 0+     | 1+          | 0+         |
| L. Kalludra     | 28          | 5           | 1           | 0           | 2                 | 0                 | 0                 | 0                 | ?             | ?             | ?             | ?             | ?           | ?           | ?           | ?           | 30+      | 5+     | 1+          | 0+         |
| B. Kvåle        | 0           | 0           | 0           | 0           | 0                 | 0                 | 0                 | 0                 | ?             | ?             | ?             | ?             | ?           | ?           | ?           | ?           | 0+       | 0+     | 0+          | 0+         |
| S. Markeng      | 19          | 1           | 1           | 0           | 2                 | 0                 | 0                 | 0                 | ?             | ?             | ?             | ?             | ?           | ?           | ?           | ?           | 21+      | 1+     | 1+          | 0+         |
| J. Mendy        | 24          | 11          | 3           | 0           | 0                 | 0                 | 0                 | 0                 | ?             | ?             | ?             | ?             | ?           | ?           | ?           | ?           | 24+      | 11+    | 3+          | 0+         |
| O. N'Siabamfumu | 27          | 0           | 5           | 0           | 1                 | 0                 | 0                 | 0                 | ?             | ?             | ?             | ?             | ?           | ?           | ?           | ?           | 28+      | 0+     | 5+          | 0+         |
| J. Neergård     | 0           | 0           | 0           | 0           | 0                 | 0                 | 0                 | 0                 | ?             | ?             | ?             | ?             | ?           | ?           | ?           | ?           | 0+       | 0+     | 0+          | 0+         |
| S. Ohrstrand    | 2           | 0           | 0           | 0           | 0                 | 0                 | 0                 | 0                 | ?             | ?             | ?             | ?             | ?           | ?           | ?           | ?           | 2+       | 0+     | 0+          | 0+         |
| S. Økland       | 26          | 3           | 4           | 1           | 2                 | 1                 | 0                 | 0                 | ?             | ?             | ?             | ?             | ?           | ?           | ?           | ?           | 28+      | 4+     | 4+          | 1+         |
| O. Opheim       | 0           | 0           | 0           | 0           | 0                 | 0                 | 0                 | 0                 | ?             | ?             | ?             | ?             | ?           | ?           | ?           | ?           | 0+       | 0+     | 0+          | 0+         |
| C. Psyché       | 26          | 3           | 4           | 1           | 2                 | 1                 | 0                 | 0                 | ?             | ?             | ?             | ?             | ?           | ?           | ?           | ?           | 28+      | 4+     | 4+          | 1+         |
| R. Risholt      | 26          | 0           | 3           | 0           | 2                 | 0                 | 0                 | 0                 | ?             | ?             | ?             | ?             | ?           | ?           | ?           | ?           | 28+      | 0+     | 3+          | 0+         |
| A. Rødsand      | 26          | 5           | 4           | 0           | 1                 | 0                 | 0                 | 0                 | ?             | ?             | ?             | ?             | ?           | ?           | ?           | ?           | 27+      | 5+     | 4+          | 0+         |
| E. Sivertsen    | 27          | 3           | 2           | 0           | 1                 | 0                 | 0                 | 0                 | ?             | ?             | ?             | ?             | ?           | ?           | ?           | ?           | 28+      | 3+     | 2+          | 0+         |
| J. Tømmernes    | 24          | 6           | 0           | 0           | 1                 | 0                 | 0                 | 0                 | ?             | ?             | ?             | ?             | ?           | ?           | ?           | ?           | 25+      | 6+     | 0+          | 0+         |
| T. Torske       | 28          | 5           | 0           | 0           | 2                 | 0                 | 0                 | 0                 | ?             | ?             | ?             | ?             | ?           | ?           | ?           | ?           | 30+      | 5+     | 0+          | 0+         |
| D. Ulvestad     | 18          | 1           | 1           | 0           | 0                 | 0                 | 0                 | 0                 | ?             | ?             | ?             | ?             | ?           | ?           | ?           | ?           | 18+      | 1+     | 1+          | 0+         |
| E. Valderhaug   | 1           | 0           | 0           | 0           | 0                 | 0                 | 0                 | 0                 | ?             | ?             | ?             | ?             | ?           | ?           | ?           | ?           | 1+       | 0+     | 0+          | 0+         |
| T. Vik          | 2           | 1           | 0           | 0           | 1                 | 0                 | 0                 | 0                 | ?             | ?             | ?             | ?             | ?           | ?           | ?           | ?           | 3+       | 1+     | 0+          | 0+         |